# Buteogallus lacernulatus
Buteogallus lacernulatus là một loài chim trong họ Accipitridae.

## Hình ảnh

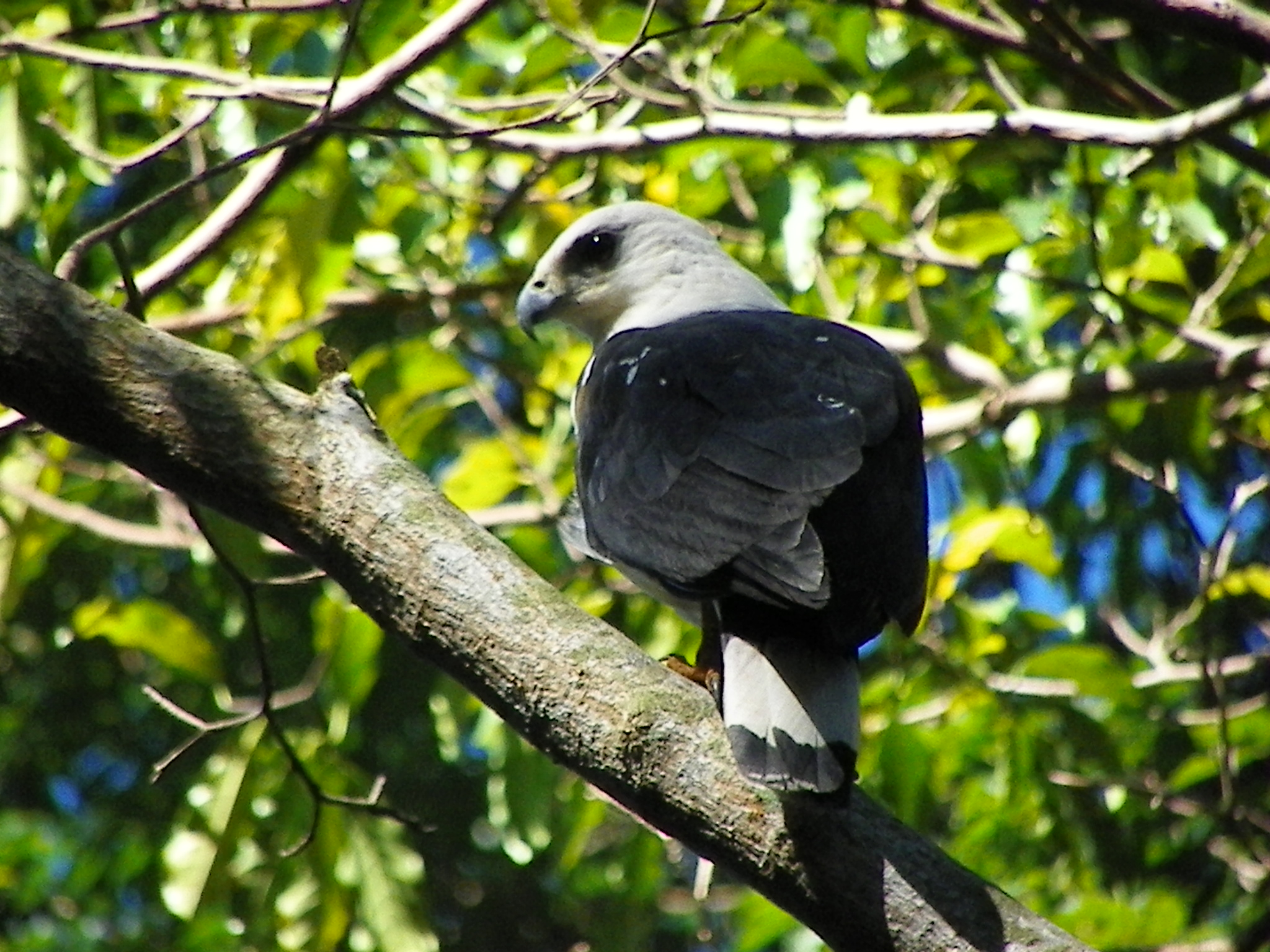
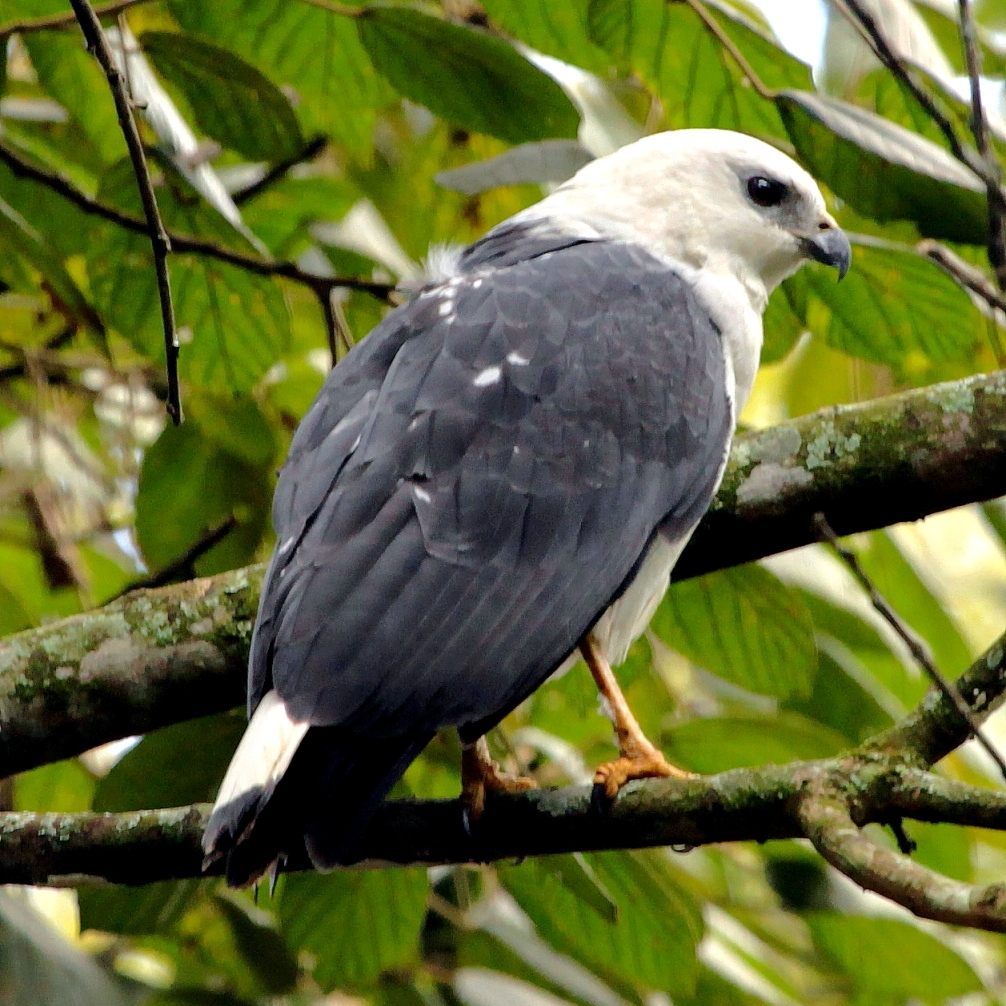